# Uwrocie (Niwiska)
Uwrocie – przysiółek wsi Niwiska w Polsce, położony w województwie podkarpackim, w powiecie kolbuszowskim, w gminie Niwiska.
W latach 1975–1998 przysiółek administracyjnie należał do województwa rzeszowskiego.